# Alessandro Zanardi
Alessandro Zanardi (născut la data de 23 octombrie 1966, în Bologna, Italia) este un fost pilot de curse auto care a evoluat în Campionatul Mondial de Formula 1 între anii 1991 - 1994 și 1999. În sezoanele 1997 și 1998 a câștigat titlul în IndyCar (Indy Racing League).
În sezonul 2001 în timp ce concura în Cart, Alessandro a avut un grav accident la cursa din Germania, accident în urma căruia și-a pierdut picioarele.
După doar 3 ani, Alessandro a revenit în competițiile cu motor în World Touring Car Championship. Echipa italiană BMW Team Italia-Spania, i-a pus la dispoziție lui Alessandro Zanardi un BMW Seria 3 special modificat. În cele 5 sezoane petrecute de Alessandro Zanardi în WTCC, a câștigat 4 curse.
După ce s-a retras din competițiile cu motor, Alex a concurat la Jocurile Paralimpice de vară din 2012 de la Londra la proba de Ciclism rutier; a câștigat 2 medalii de aur și o medalie de argint. În anul 2011 a luat medalia de argint și la Campionatul Mondial din Danemarca.

## Cariera în Formula 1
| Sezon | Echipă            | Puncte | Loc clasament general |
| ----- | ----------------- | ------ | --------------------- |
| 1991  | Team 7Up Jordan   | 0      | -                     |
| 1992  | Minardi Team      | 0      | -                     |
| 1993  | Team Lotus        | 1      | 20                    |
| 1994  | Team Lotus        | 0      | -                     |
| 1999  | Winfield Williams | 0      | -                     |

## Cariera în Motor Sport
| Sezon | Competiție                     | Puncte | Loc clasament general |
| ----- | ------------------------------ | ------ | --------------------- |
| 1989  | International Formula 3000     | 0      | -                     |
| 1991  | International Formula 3000     | 42     | 2                     |
| 1996  | IndyCar                        | 132    | 3                     |
| 1997  | IndyCar                        | 195    | 1                     |
| 1998  | IndyCar                        | 285    | 1                     |
| 2001  | IndyCar                        | 24     | 23                    |
| 2005  | World Touring Car Championship | 36     | 10                    |
| 2006  | World Touring Car Championship | 26     | 11                    |
| 2007  | World Touring Car Championship | 14     | 15                    |
| 2008  | World Touring Car Championship | 36     | 13                    |
| 2009  | World Touring Car Championship | 31     | 12                    |